# Paul Machliss
Paul Machliss (* 2. April 1972 in Melbourne) ist ein australischer Filmeditor.

## Leben
Machliss ist seit Ende der 1990er Jahre im Bereich des Filmschnitt tätig. Seit den frühen 2000er Jahren ist er als eigenständiger Editor vor allem an Fernsehserien beteiligt. 2001 war er an einigen Episoden der Serie Spaced beteiligt und kooperierte hier erstmals mit Regisseur Edgar Wright.
Seit 2010, beginnend mit Scott Pilgrim gegen den Rest der Welt, arbeitete er mit Edgar Wright auch bei dessen Filmprojekten zusammen. Sein Schaffen umfasst rund 50 Produktionen. 
2011 gab Machliss mit der Dokumentation Dylan Moran: Yeah, Yeah sein Regiedebüt. 
Für seine Arbeit an Baby Driver wurde er gemeinsam mit Jonathan Amos für den Oscar in der Kategorie Bester Schnitt  nominiert. Die beiden erhielten hierfür zudem eine Reihe weiterer Nominierungen und Auszeichnungen, unter anderem bei den British Academy Film Awards 2018.

## Filmografie (Auswahl)
- 2000: The Real David Beckham (Dokumentarfilm)
- 2001: Spaced (Fernsehserie, 4 Folgen)
- 2002–2004: Black Books (Fernsehserie, 12 Folgen)
- 2003: 3 Non-Blondes (Fernsehserie, 9 Folgen)
- 2003: Grass (Fernsehserie, 8 Folgen)
- 2004: Killing Time (Fernsehfilm)
- 2005: Look Around You (Fernsehserie, 6 Folgen)
- 2005: The Smoking Room (Fernsehserie, 4 Folgen)
- 2005: Mike Bassett: Manager (Fernsehserie, 6 Folgen)
- 2006: Rabbit Fever
- 2006: Life Begins (Fernsehserie, 3 Folgen)
- 2006–2008: The IT Crowd (Fernsehserie, 18 Folgen)
- 2007: Under One Roof (Fernsehfilm)
- 2007: Fear, Stress and Anger (Fernsehserie, 6 Folgen)
- 2007: City Lights (Fernsehserie, 3 Folgen)
- 2007: The Peter Serafinowicz Show (Fernsehserie, 6 Folgen)
- 2008: Peep Show (Fernsehserie, 3 Folgen)
- 2008: How Not to Live Your Life – Volle Peilung (How Not to Live Your Life, Fernsehserie, 6 Folgen)
- 2010: Scott Pilgrim gegen den Rest der Welt (Scott Pilgrim vs. the World)
- 2011–2012: Threesome (Fernsehserie, 14 Folgen)
- 2013: The World’s End
- 2014: Friday Night Dinner (Fernsehserie, 6 Folgen)
- 2015: Es ist kompliziert..! (Man Up)
- 2015: Brotherhood (Fernsehserie, 8 Folgen)
- 2015: Fungus der Bogeymann (Fungus the Bogeyman, Miniserie, 3 Folgen)
- 2016: Fleabag (Fernsehserie, 1 Folge)
- 2017: Baby Driver
- 2019: Wenn du König wärst (The Kid Who Would Be King)
- 2019: The Gentlemen
- 2021: Last Night in Soho
- 2023: The Flash